# Pitt Meadows
Pitt Meadows ist eine kleine Stadt im Westen der kanadischen Provinz British Columbia. Sie liegt nordwestlich von Vancouver, im Lower Mainland und gehört zum Bezirk Metro Vancouver.
Ihren Namen hat die Stadt nach dem Pitt River und dem Pitt Lake, welche wiederum nach dem britischen Premierminister William Pitt benannt sind.

## Geografie
Die Stadt wird nach Osten/Nordosten durch den Pitt River und nach Süden durch den Fraser River begrenzt. Östlich des Pitt River schließt sich Port Coquitlam an, nordöstlich liegt Coquitlam, während sich südlich des Fraser River Surrey befindet. Im Westen schließt sich Maple Ridge an.

## Geschichte
Die Geschichte der Ansiedlung reicht weiter zurück als nur die allgemeine Betrachtung durch Europäer, da vor einer Ansiedlung von Europäern das Gebiet schon Siedlungs- und Jagdgebiet der First Nation war. Hauptsächlich siedelten und jagden hier die Katzie, aber auch anderer Gruppen der Stó:lō. Die Besiedelung der Gegend durch First Nations gilt für rund 1000 Jahre als gesichert.
Da die Stadt im Lower Mainland liegt, reicht ihre Geschichte bis zur Ankunft der ersten europäischen Entdecker und Siedler zurück. Erster europäischer Entdecker der Gegend war im Jahr 1874 James McMillan, dem im selben Jahrzehnt auch schon die ersten Siedler folgten und eine kleine Ansiedlung namens Bonson's Landing errichteten. Da das benachbarte Maple Ridge schon frühzeitig gegründet wurde, gehörte das heutige Stadtgebiet ursprünglich dazu. Die frühen Siedler waren hauptsächlich englischer Abstammung. Um 1910 siedelten sich dann größere Gruppen Frankokanadier und Japaner an. Nach dem Zweiten Weltkrieg waren die neuen Einwohner überwiegend holländischer Abstammung.
Bereits im Jahr 1885 erreicht eine Strecke der Canadian Pacific Railway, auf dem Weg nach Port Moody, das heutige Stadtgebiet und führt zu weiteren Aufschwung.
Im Jahr 1892 versuchten die Anwohner des heutigen Pitt Meadows erfolglos von Maple Ridge unabhängig und eine eigene Gemeinde zu werden. Erst 1914 hatte ein weiterer Versuch Erfolg.
Weitere wichtige Meilensteine in der städtischen Entwicklung waren im Jahr 1948 der Beitritt zum Greater Vancouver Water District, 1975 die Eröffnung einer Autobahnbrücke über den Pitt River und 2009 die Eröffnung der Golden Ears Bridge. Wichtigstes Ereignis der letzten Jahre war jedoch im Jahr 2007 die Zuerkennung des Status als Stadt.

## Demographie
Der Zensus im Jahr 2011 ergab für die Ansiedlung eine Bevölkerungszahl von 17.736 Einwohnern. Die Bevölkerung der Ansiedlung hatte dabei im Vergleich zum Zensus von 2006 mit 13,5 % deutlich zugenommen, während die Bevölkerung in der Provinz British Columbia gleichzeitig um nur 7,0 % anwuchs. Mit einem Durchschnittsalter von 39,5 Jahren ist die Bevölkerung hier etwas jünger als in der restlichen Provinz, mit einem durchschnittlichen Alter von dort 41,9 Jahren.

## Bildung
Pitt Meadows gehört zu School District #42 Maple Ridge & Pitt Meadows. In der kleinen Stadt finden sich mehrere Schulen, dazugehören vier elementary school und eine secondary school. Im angrenzenden Maple Ridge, an Stadtrand zu Pitt Meadows, findet sich dann noch ein college.

## Politik
Die Zuerkennung der kommunalen Selbstverwaltung für die Ansiedlung erfolgte am 1. April 1915 (incorporated als The Corporation of the District of Pitt Meadows). Im Laufe der Zeit änderte sich der Status der Ansiedlung mehrfach und seit dem 1. Dezember 2006 hat die Gemeinde den Status einer Stadt (City).
Bürgermeisterin der Gemeinde ist seit 2011 Deb Walters. Zusammen mit sechs weiteren Bürgern bildet sie für drei Jahre den Rat (council) der Stadt.

## Wirtschaft
2006 waren, hinsichtlich der Anzahl der Beschäftigten, die wichtigsten Wirtschaftszweige: das herstellende Gewerbe, der Handel, der Bereich Gesundheit und Soziales. Der größte Anteil der Beschäftigten arbeitet jedoch nicht in der Stadt, sondern pendelt zum Arbeiten beispielsweise nach Vancouver.
Das Durchschnittseinkommen (Median Income) der Beschäftigten aus Pitt Meadows lag im Jahr 2005 bei weit durchschnittlichen 30.111 C $, während es zur selben Zeit im Durchschnitt der gesamten Provinz British Columbia 24.867 C $ betrug. Der Einkommensunterschied zwischen Männern (40.370 C $) und Frauen (22.317 C $) liegt in Pitt Meadows ebenfalls deutlich über dem Provinzdurchschnitt (⌀ - Männer = 31.598 C $, ⌀ - Frauen = 19.997 C $).

## Verkehr
Pitt Meadows liegt am Highway 7. Der Highway verbindet Küstenregion mit dem Lower Mainland und durchquert die Gemeinde in Ost-West-Richtung.
Ebenfalls ist die Stadt an das Eisenbahnnetz angeschlossen. Durch die Gemeinde verläuft eine Hauptstrecke der Canadian Pacific Railway Im Jahr 2003 wurden die örtlichen Einrichtungen zuletzt erweitert.
Am südlichen Stadtrand befindet sich der örtliche Flugplatz (IATA-Flughafencode: YSN, ICAO-Code: CZAM, Transport Canada Identifier: -). Der Flugplatz, mit dem Schwerpunkt der allgemeinen Luftfahrt, hat drei asphaltierte Start- und Landebahnen von 4692 Meter Länge bzw. 2485 Meter Länge. Nahe dem Flugplatz befindet sich, auf dem Fraser River, der örtliche Wasserflugplatz (IATA-Flughafencode: -, ICAO-Code: -, Transport Canada Identifier: CAJ8).
Der Fraser River ist vom Pazifik bis nach Pitt Meadows grundsätzlich schiffbar und wird hier hauptsächlich für den Transport von Holz und Holzprodukten sowie Containern genutzt.
Der öffentliche Personennahverkehr wird durch die Busse der Greater Vancouver Transportation Authority, bekannter als TransLink sichergestellt. Weiterhin verkehren auch der West Coast Express von und nach Vancouver bzw. von und nach Mission.

## Trivia
Die Stadt ist, bedingt durch die Nähe zu Vancouver und den dort angesiedelten Filmstudios, schon verschiedentlich Drehort gewesen. Zu den Filmen für die hier Dreharbeiten stattgefunden haben gehören unter anderem:
- Happy Gilmore mit Adam Sandler
- Traumpaare mit Gwyneth Paltrow
- Crime is King mit Kurt Russell und Kevin Costner

## Persönlichkeiten

### In der Stadt geboren
- Brendan Morrison (* 1975), Eishockeyspieler
- Anton Bader (* 1981), Eishockeyspieler